# Blek le Rat

Ratten van Blek le Rat

Blek le Rat is het pseudoniem van de kunstenaar Xavier Prou (Boulogne-Billancourt, 15 november 1951). Hij was een van de eerste graffitikunstenaars in Parijs en kreeg bekendheid als de 'Vader van de stencil-graffiti'.

## Geschiedenis
In 1971 raakte Xavier Prou geïntrigeerd door de graffiti op zijn bezoek in New York. In Europa kende men enkel graffiti in de vorm van politieke leuzen en andere kreten, zoals Kilroy was here. In Parijs, als student aan de École des Beaux Arts, verdiepte Prou zich verder in de kunst van etsen, zeefdrukken en lithografie. Ook raakte hij geïnspireerd door David Hockney op zijn tentoonstelling in Parijs.

### Beginjaren
Prou begon te werken als graffitikunstenaar in oktober 1981. Met Gérard Dumas, een vriend, schilderde hij een reproductie van een Amerikaanse graffiti, maar het resultaat was een flop. Daarom besloten Prou en Dumas stencils te gebruiken. Onder de naam 'Blek', afgeleid van het Italiaanse stripfiguur 'Il grande Blek' (in het Frans 'Blek le Roc'), begonnen ze de straten van het 14e en 18e arrondissement te versieren met ratten, bananen, rennende mannen en andere stencils. Op nieuwjaar werden Prou en Dumas betrapt toen ze ratten, tanks en dergelijke op het Centre Georges Pompidou stencilden. Op de vraag van de nachtbewakers van het museum wat ze aan het doen waren, antwoordden ze: "de l'art" (kunst).
Aan het einde van de winter van 1982 hield Dumas ermee op. Prou voegde 'le Rat' toe aan het pseudoniem, waarbij 'Rat' een anagram is van 'Art'. Volgens Prou is de rat het enige vrije dier in de stad, die bovendien, net als straatkunst, de pest verspreidt.

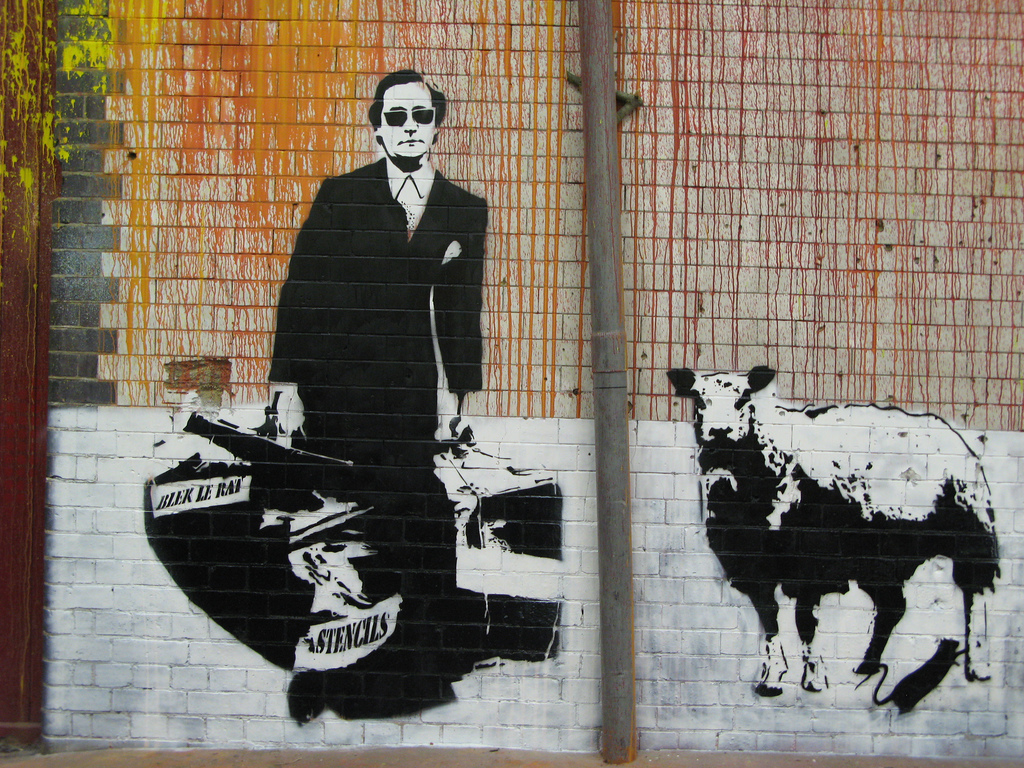
Blek le Rat nam zichzelf als model voor deze stencil (Londen, 2008)

### Levensgrote stencils
In maart 1983 stond in de Franse krant Libération een foto van een oude man met een pet. Prou kwam op het idee om van deze foto een levensgrote stencil te maken. Als snel verscheen deze oude man, door Prou 'Buster Keaton' of 'Charlot' genoemd, in tien Franse steden. Buster Keaton haalde verscheidene malen de media en aangemoedigd door dit 'succes' begon Prou nog meer levensgrote stencils te maken.

### Arrestaties
In de zomer van 1984 verschenen stencils van andere kunstenaars in Parijs. De Parijse politie werd hierdoor steeds waakzamer en ook Prou werd een aantal keer gearresteerd. Gelukkig voor hem kon hij vaak rekenen op de sympathie van agenten en rechters, stille bewonderaars van zijn werk. In 1991 werd hij gearresteerd toen hij een replica van Caravaggio's Madonna en kind aanbracht. Zijn werk werd herkend als dat van Blek le Rat en zo werd Prous identiteit onthuld.
Een andere reproductie van Caravaggio, Madonna di Loreto, werd in mei 2012 gevonden achter posters op een huis in Leipzig. Dit werk dateert uit 1991 en is waarschijnlijk de oudst bewaarde graffiti van Blek le Rat.

## Inspiratiebron

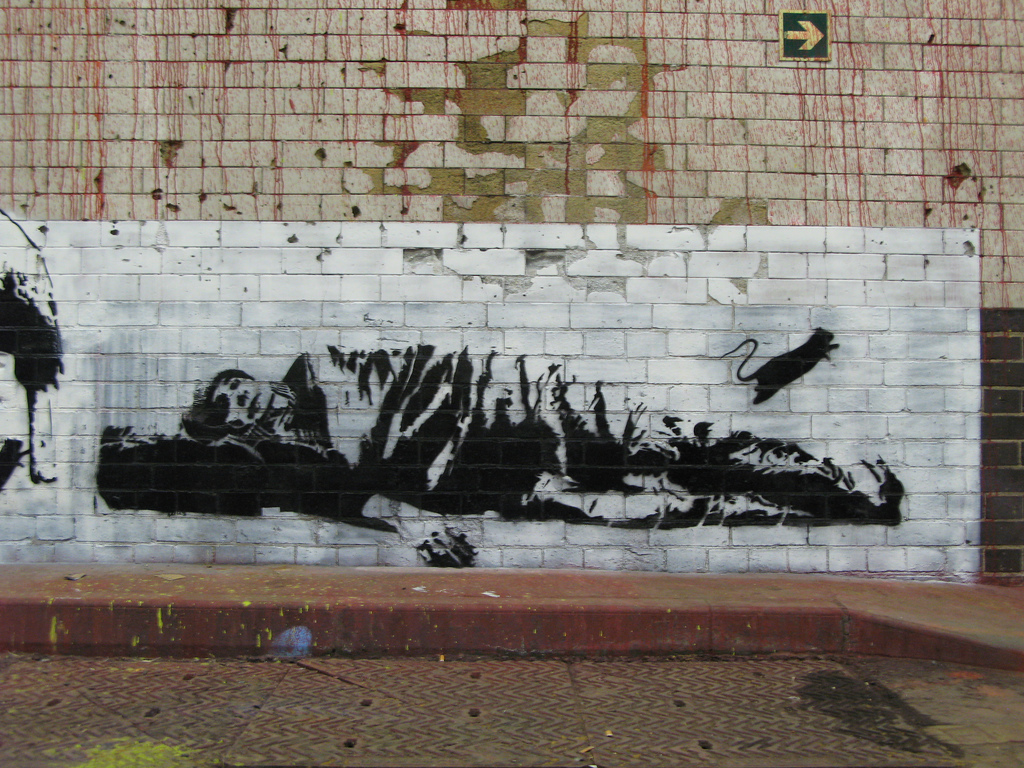
Slapende man van Blek le Rat

Veel werk van Blek le Rat is vooral bedoeld om een sociaal bewustzijn bij te brengen. Hierbij kaart hij dikwijls het probleem aan van de vele daklozen in de wereld door deze af te beelden als mistroostige figuren, zittend en liggend op straat. Door zijn motivaties en bovendien door zijn vernieuwende stencilmethode is Blek le Rat een inspiratiebron geweest voor veel graffitikunstenaars.

### Banksy
De wereldbekende graffitikunstenaar Banksy gaf in een interview toe:
"...Every time I think I've painted something slightly original, I find out that Blek Le Rat has done it as well, only twenty years earlier."
Inderdaad zijn er veel overeenkomsten tussen het werk van Banksy en Blek le Rat. Zo stellen ze beiden maatschappelijke wantoestanden aan de kaak en schilderen ze beiden vaak ratten. Hoeveel hun werk overeenkomt, toonde Blek le Rat door zijn bijdrage in 2011 aan een muurschildering die Banksy een jaar eerder had aangebracht, in het Mission District in San Francisco.

## Tentoonstellingen

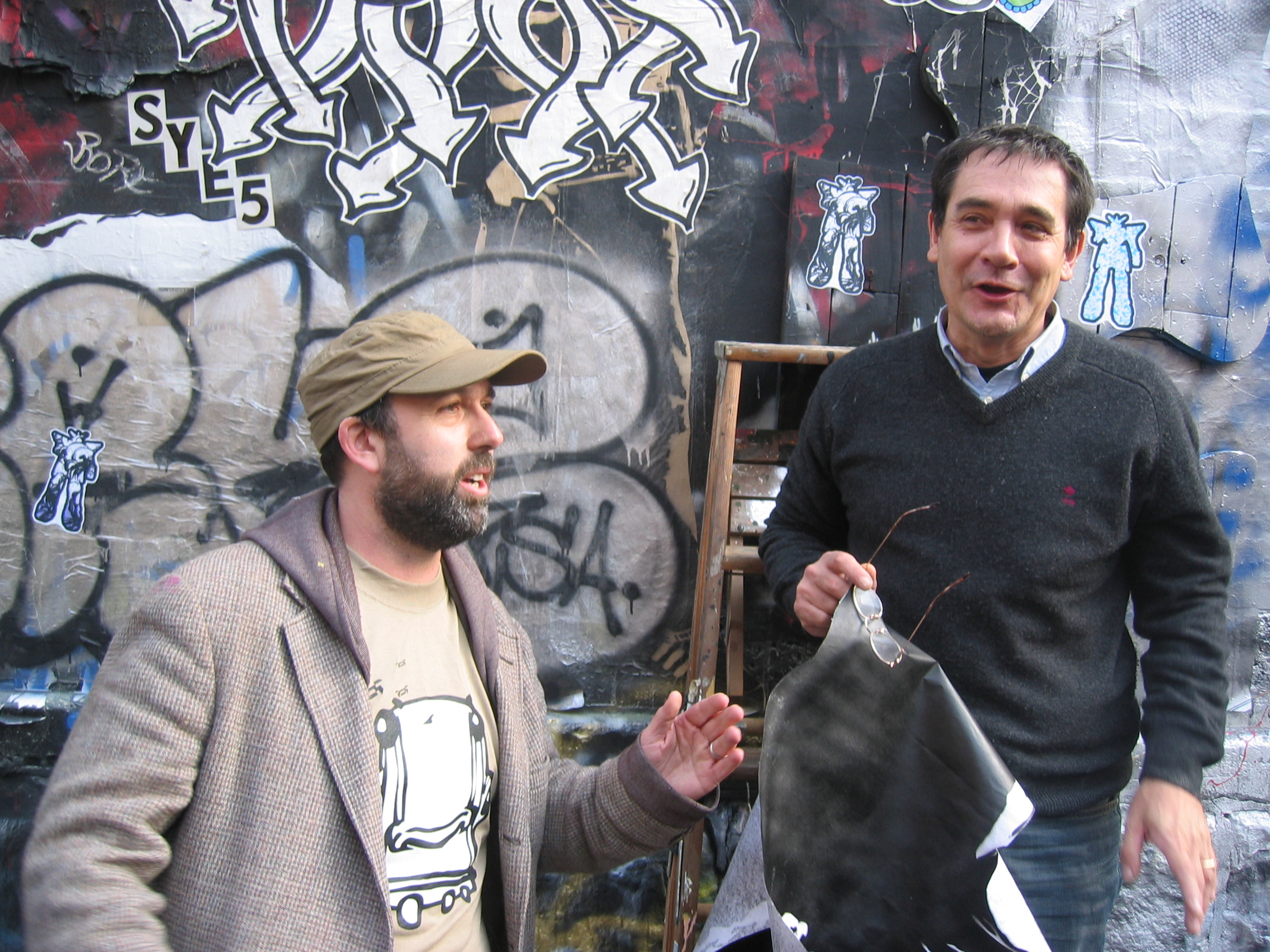
Blek le Rat (rechts), 11 Spring, New York (2006)

In oktober 2006 begon Prou onder zijn pseudoniem Blek le Rat te exposeren in de Leonard Street Gallery in Londen. In 2008 was hij een van de belangrijkste onder de vele graffitikunstenaars op het Cans Festival in Londen.
Zijn debuut in de Verenigde Staten had Blek le Rat in 2008 in de Subliminal Projects Gallery in Los Angeles, en op december 2009 exposeerde hij in de Metro Gallery in Melbourne, Australië. Deze tentoonstelling, genaamd Le Ciel Est Bleu, La Vie Est Belle ('De lucht is blauw, het leven is mooi') bevatte
houten panelen, doeken, zeefdrukken en foto's uit heel zijn oeuvre, ook uit zijn beginjaren.

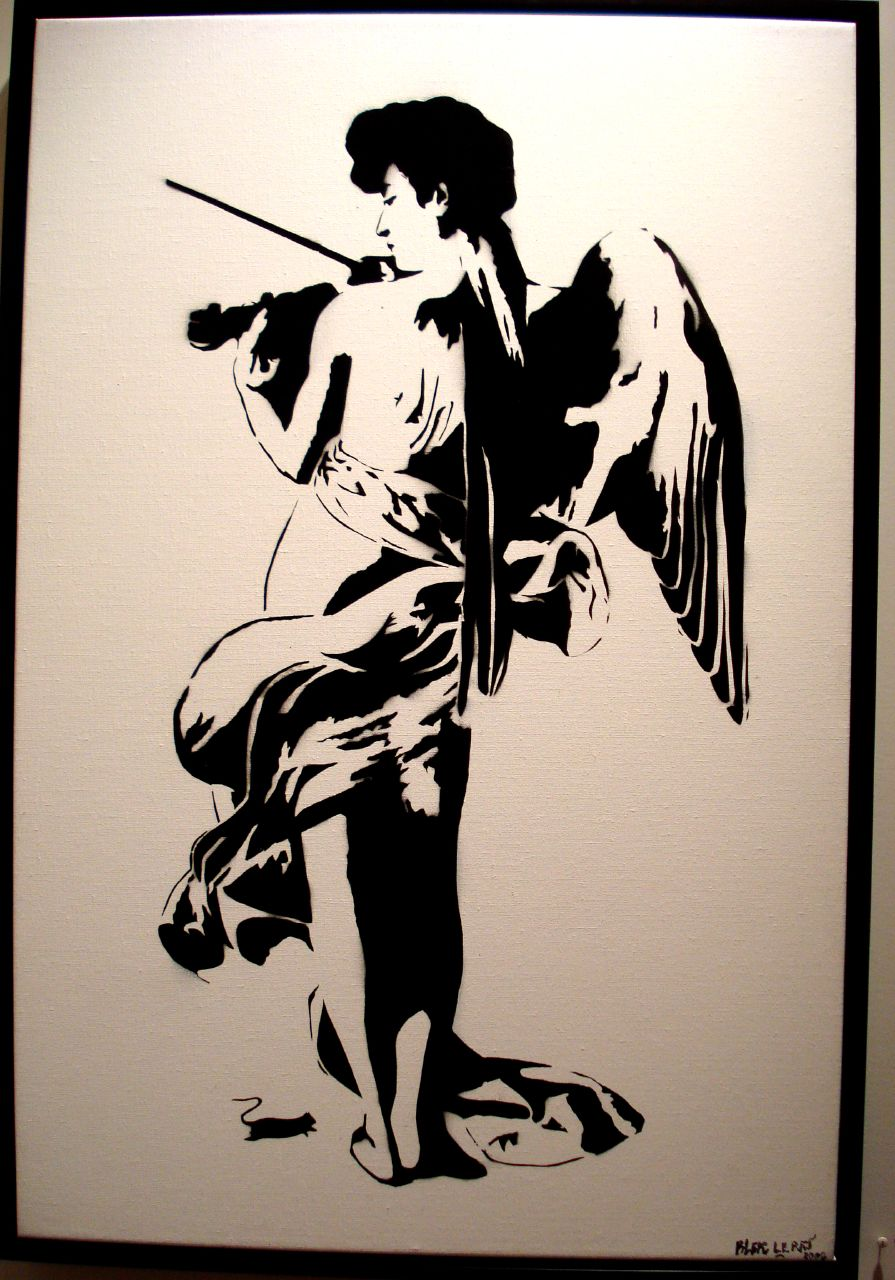
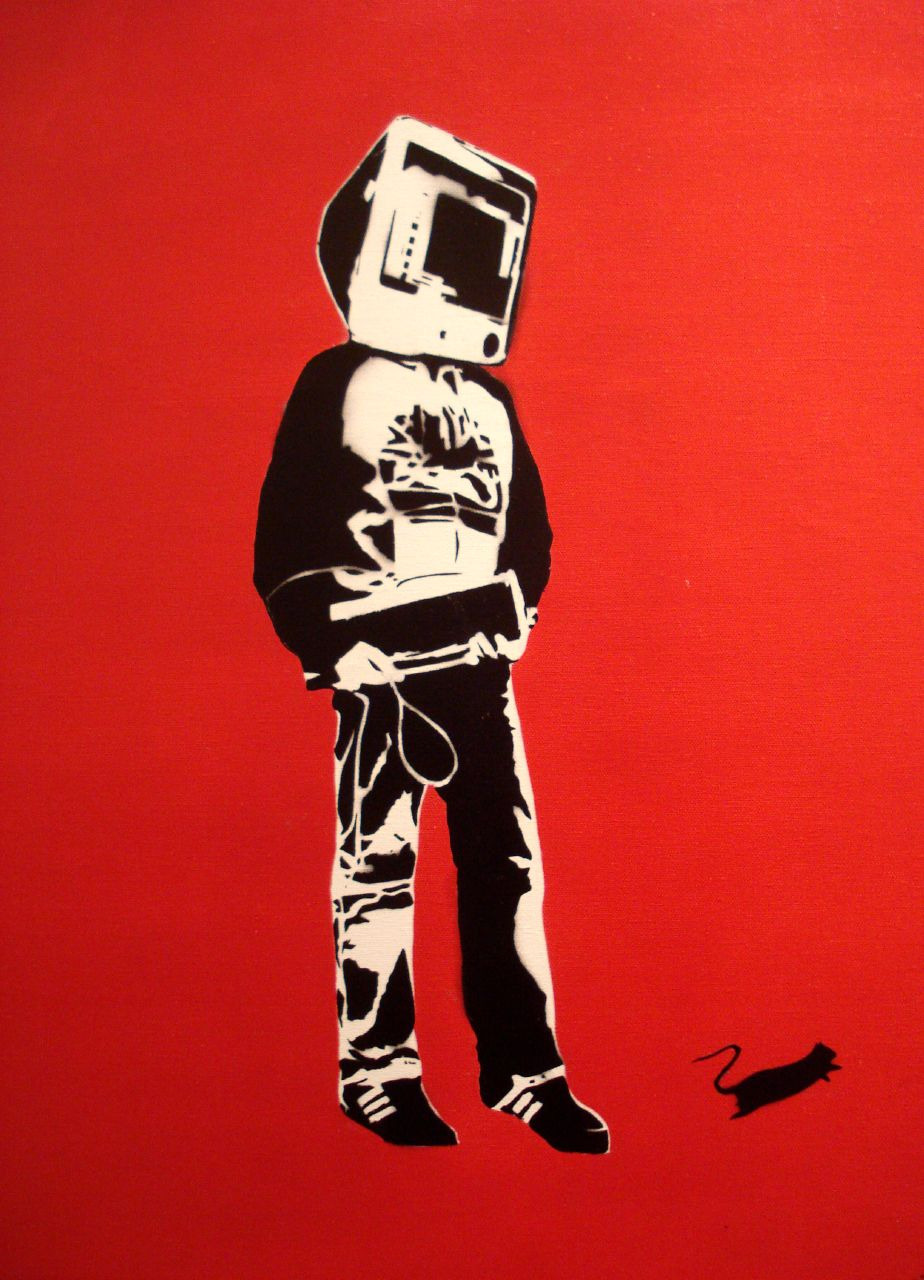

Ondanks het succes van zijn tentoonstellingen, is Blek le Rat niet gestopt met stencilen op straat. Op deze manier wil hij zoveel mogelijk mensen bereiken met zijn werk.
- Bibliothèque nationale de France: cb14969895d (data)
- Gemeinsame Normdatei: 135760283
- International Standard Name Identifier: 0000 0000 0213 9568
- Library of Congress Control Number: no2008173521
- Nationale Bibliotheek van Israël: 987007393847505171
- Système universitaire de documentation: 123845874
- Virtual International Authority File: 51962420
- WorldCat: E39PBJmtyqvRwY3VTJxTKHKGHC